# Halenia (protista)
Halenia es un género de foraminífero bentónico de la subfamilia Palaeospiroplectammininae, de la familia Palaeospiroplectamminidae, de la superfamilia Tournayelloidea, del suborden Fusulinina y del orden Fusulinida. Su especie tipo es Halenia legrandi. Su rango cronoestratigráfico abarca el Viseense (Carbonífero inferior).

## Discusión
Algunas clasificaciones más recientes incluyen Halenia en el suborden Tournayellina, del orden Tournayellida, de la subclase Fusulinana y de la clase Fusulinata.

## Clasificación
Halenia incluye a la siguiente especie:
- Halenia legrandi †